# ديفيد روبرتس
ديفيد روبرتس بالإنجليزية David Roberts ، رسام اسكتلندي ولد في أدنبره، اسكتلندا في 24 أكتوبر 1796، وتوفي في 25 نوفمبر 1865 م.
اشتهر بمجموعة لوحاته التوثيقية عن مصر وبلدان في الشرق الأدنى، أنتجها خلال فترة أربعينيات القرن التاسع عشر من اسكتشاف صنعها خلال رحلاته في المنطقة (1838 - 1840) حيث دارت تلك الأعمال إضافة لمجموعة لوحاته الزيتية الأخرى حول موضوع متشابه، جاعلة منه من المستشرقين البارزين.
انتخب كأكاديمي ملكي في 1841 م في الأكاديمية الملكية البريطانية للفنون.

## النشأة
في عمر العاشرة أرسل روبرتس من قبل والده الذي كان صانعا للأحذية إلى بيت مصمم طلاء ورسام اسمه غافين بوجو للعمل وظل هناك لمدة سبع سنوات،  وخلال تلك الفترة كان روبرتس يتعلم الفن في فترات المساء أما وظيفته الأولي التي تلقي عليها أجرا ماديا فكانت في 1816 حين انتقل إلى بيرث الاسكتلندية لمدة سنة حيث عمل كمصمم طلاء.
و في 1820 بدء روبرتس بجدية في رسم اللوحات الزيتية كما صار صديقا للفنان كلاركسن ستانفيلد، كما شارك بلوحاته في عدة معارض وقتها وبيع عدد منها.

## الانتقال إلى لندن
عرضت عليه في 1822 عمل في لندن حيث أبحر هو وزوجته وابنه الرضيع. واستقرت العائلة هناك  حيث توالت عليه أعمال التصاميم والطلاء في المسارح هناك 
و في 1829 صار يعمل كفنان متفرغ في الفن الرفيع، انتخب في العام 1831 كرئيس لجمعية الفنانين البريطانية، وفي 1832 سافر الي إسبانيا وطنجة، وعاد بعدها بعام بإسكتشات كان منها تصميم لكاتدرائية إشبيلية والتي عرضت بعد رسمه إياها في معرض المؤسسة البريطانية " British Institution " وبيعت ب300 جنيه إسترليني.

## السفر إلى مصر وشرق المتوسط
كان الفنان الإنكليزي جوزيف ملورد وليام تيرنير هو من أقنعه بترك العمل في تصاميم المسرح والتفرغ الكامل للفن الرفيع.
أبحر إلى مصر في 31 أغسطس 1831 م. بنية الحصول علي تصميمات أو إسكتشات لكي يعود بها ويحولها إلى أعمال زيتية، وكانت مصر في بؤرة الأحداث في ذلك الوقت وكان الرحالة وجامعوا التحف ومقتنوها ومحبي الآثار يتواجدون بها إما لمشاهدتها أو لشرائها والحصول عليها.
وصل روبرتس إلى مصر بعد سنوات قليلة من وصول أوين جونز إليها، حيث قام بجولة طويلة في مصر وبلاد النوبة وسيناء والأراضي المقدسة والأردن ولبنان، حيث صنع مجموعة من التصاميم الأولية للوحاته في تلك الفترة. كما استقبل من قبل محمد علي باشا في قصره بالأسكندرية في 16 مايو 1839 م.

## حياته اللاحقة
زار إيطاليا في 1851 وفي 1853 حيث رسم «قصر الدوقية» في فينيسيا ورسم داخلي لكنيسة القديس بطرس في الفاتيكان، بروما، فيما عاش في السنوات الأخيرة من حياته في مدينة لندن إلى أن توفي فجأة بسكتة قلبية.

## بعض من أعماله

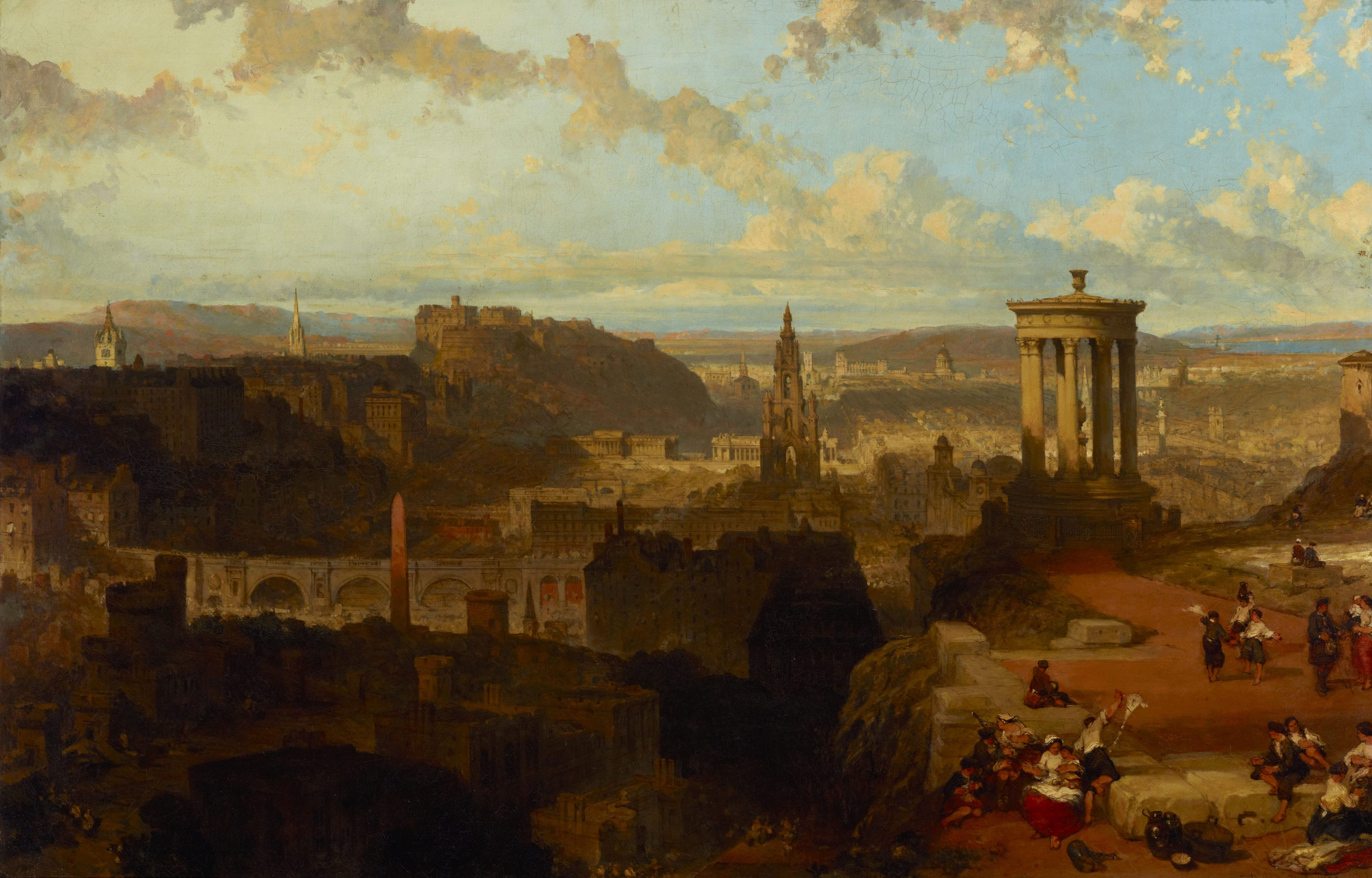
إدنبره من هضبة كالتون
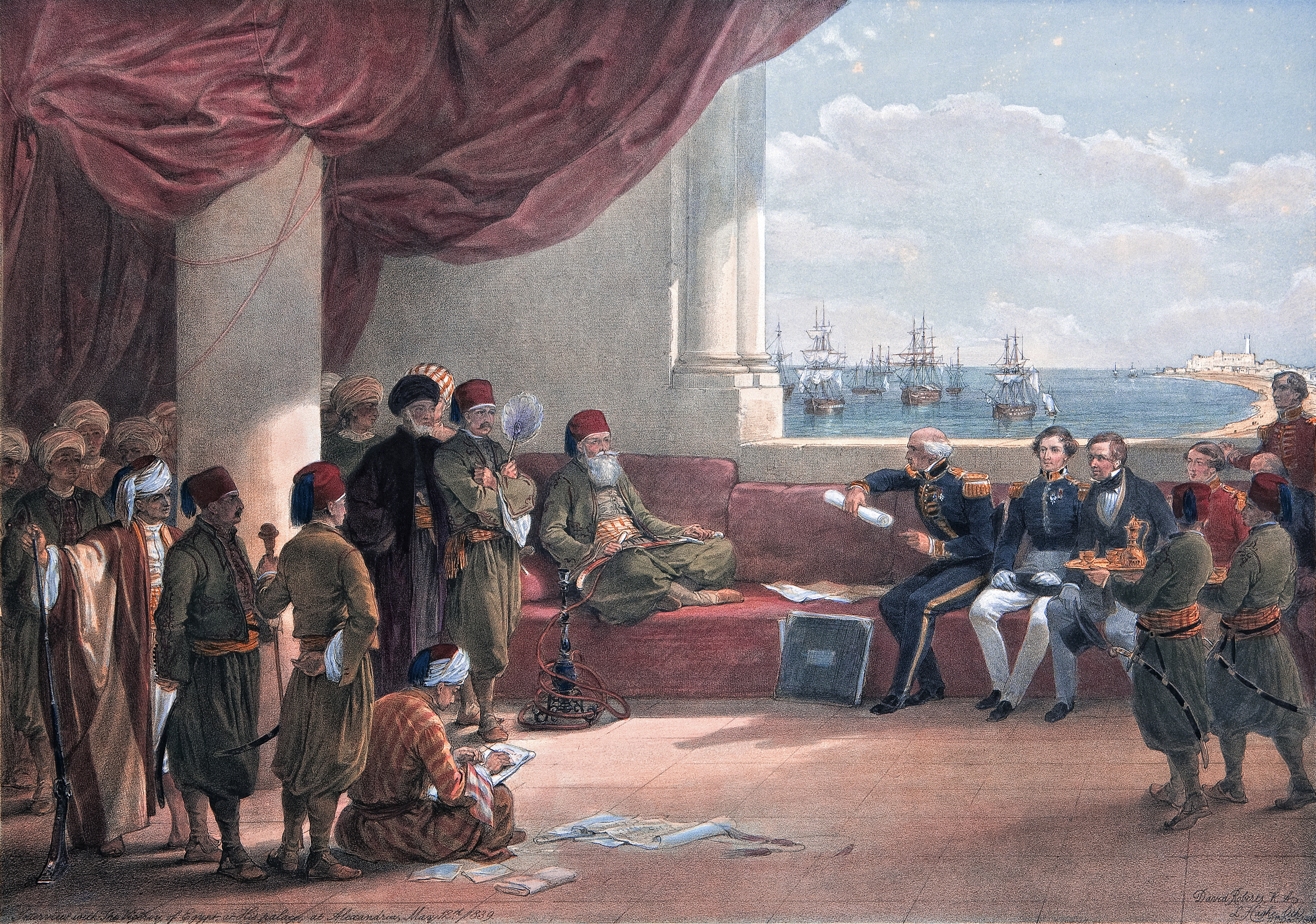
استقباله من قبل محمد علي باشا
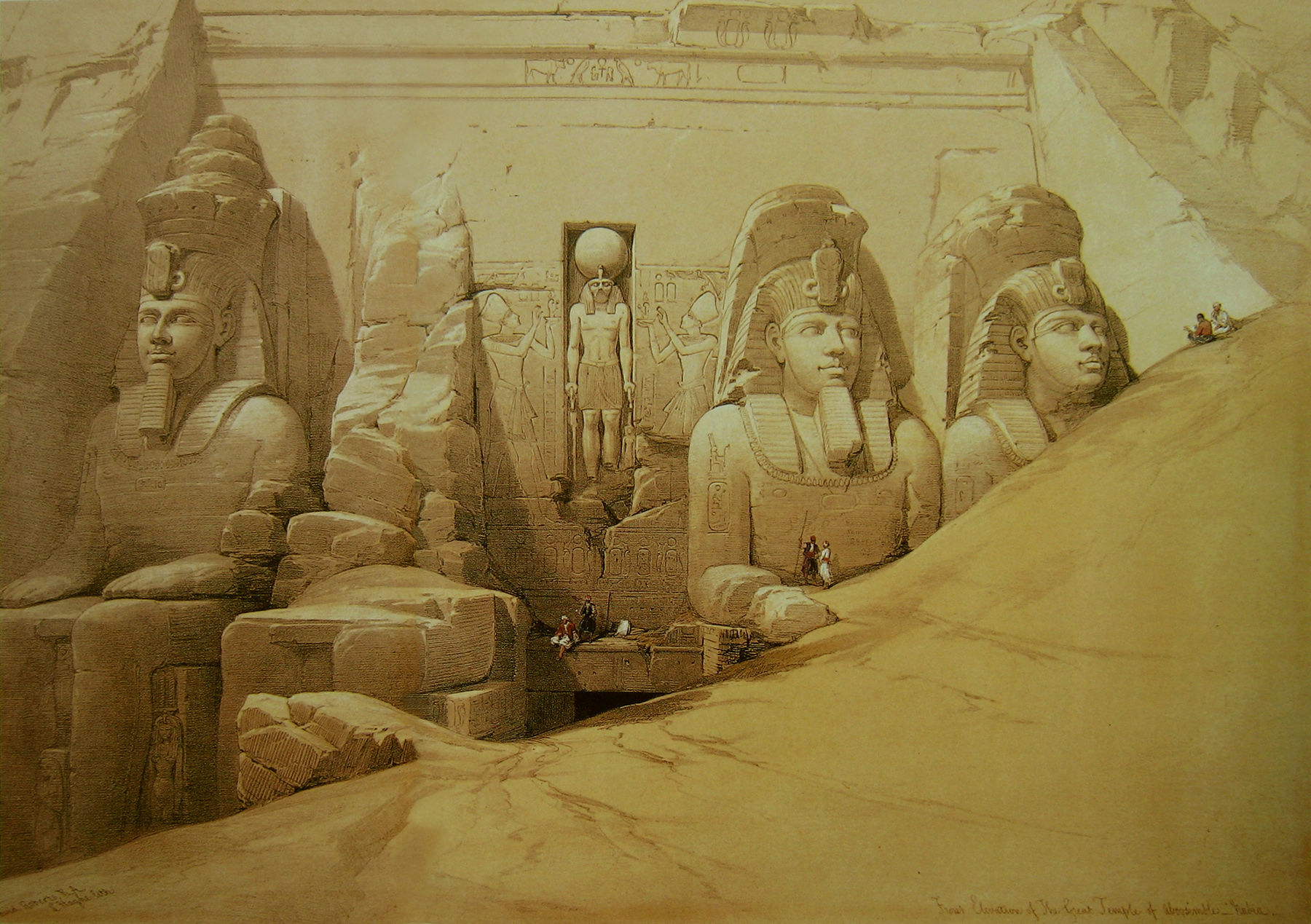
معبد أبو سمبل، مصر (من لوحات روبرتس)
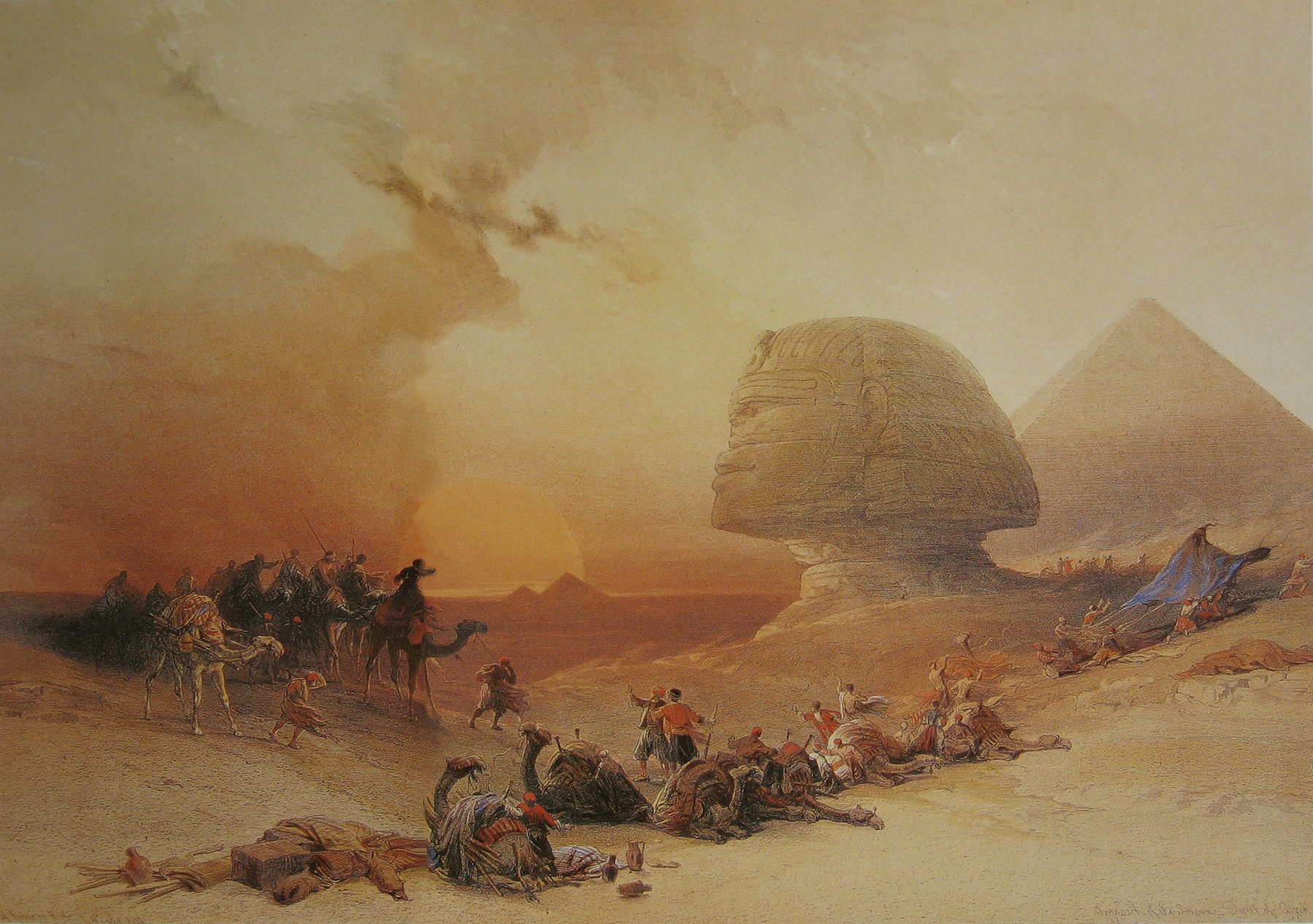
بانوراما أبو الهول (من لوحات روبرتس)
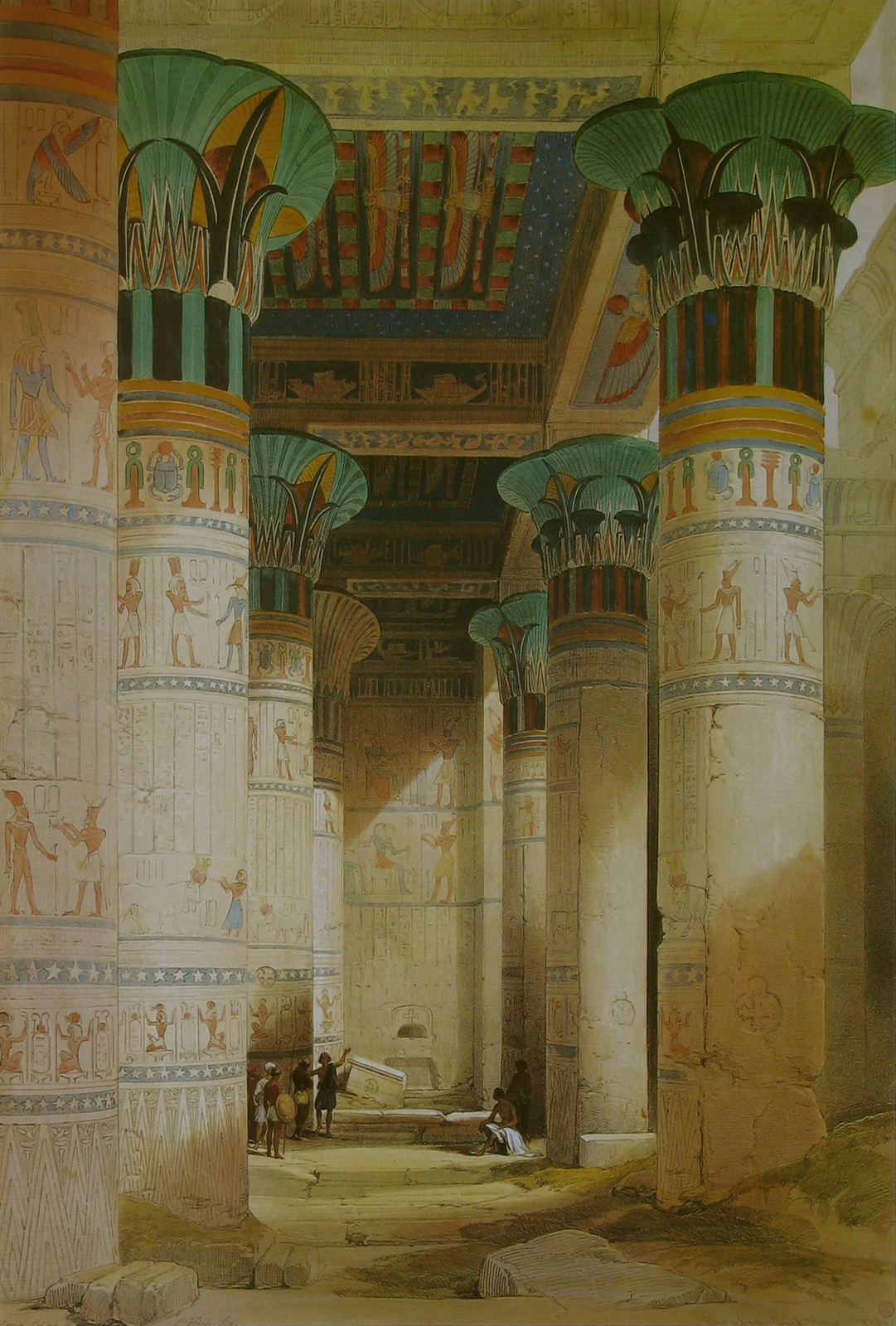
معبد إيزيس في أسوان (من لوحات روبرتس)
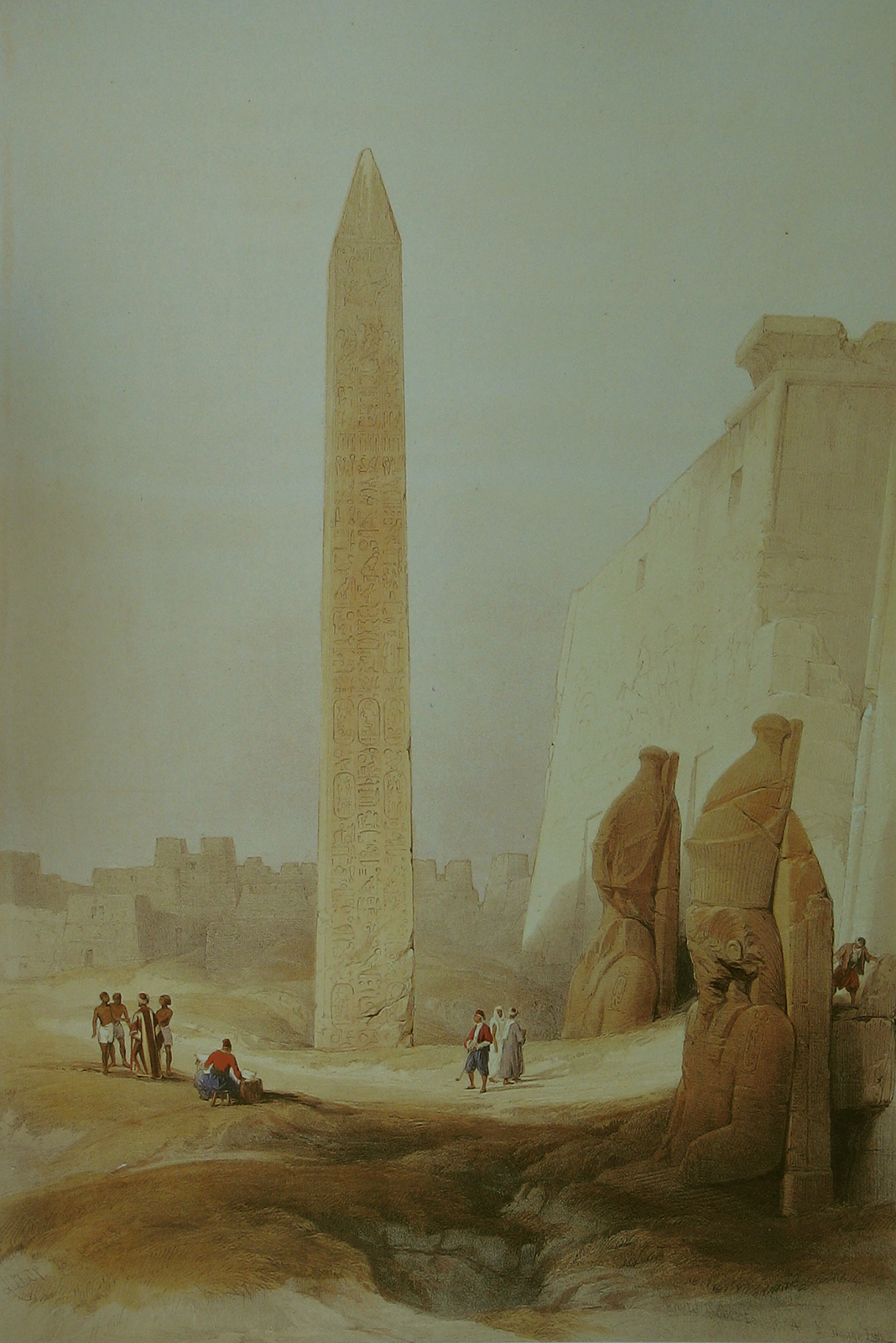
مسلة في الأقصر (من لوحات روبرتس)
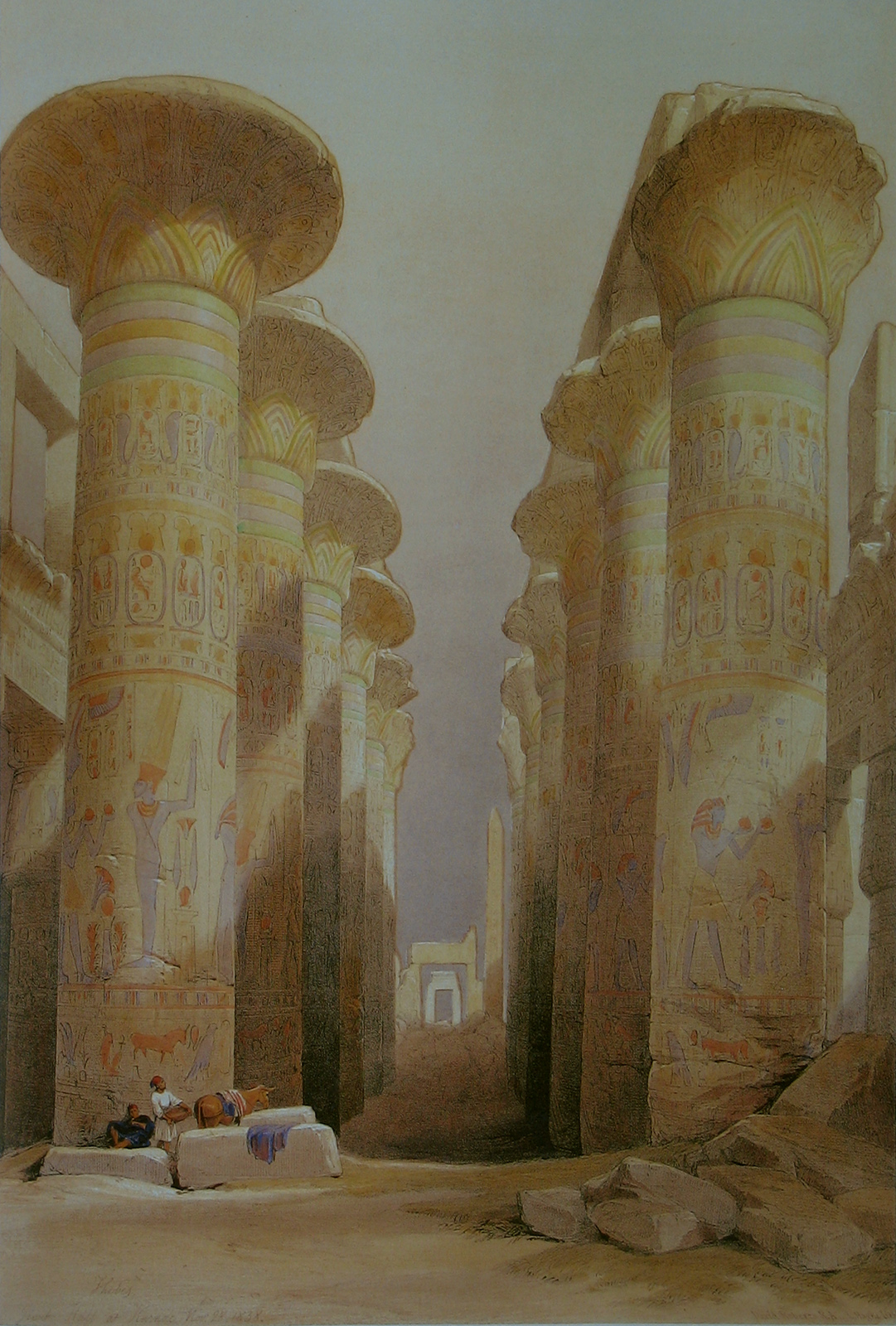
الكرنك (من لوحات روبرتس)
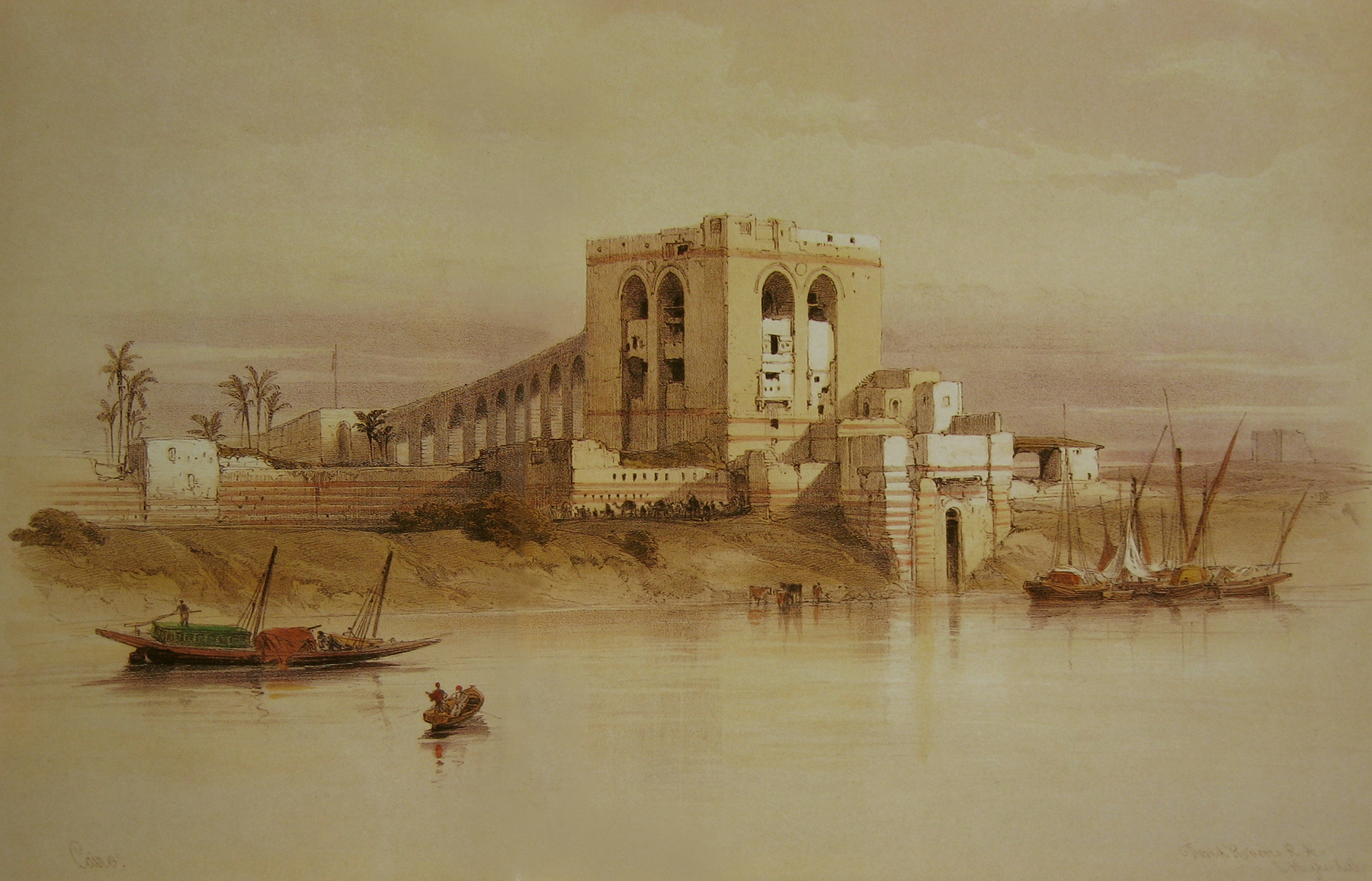
قناطر علي النيل (من لوحات روبرتس)
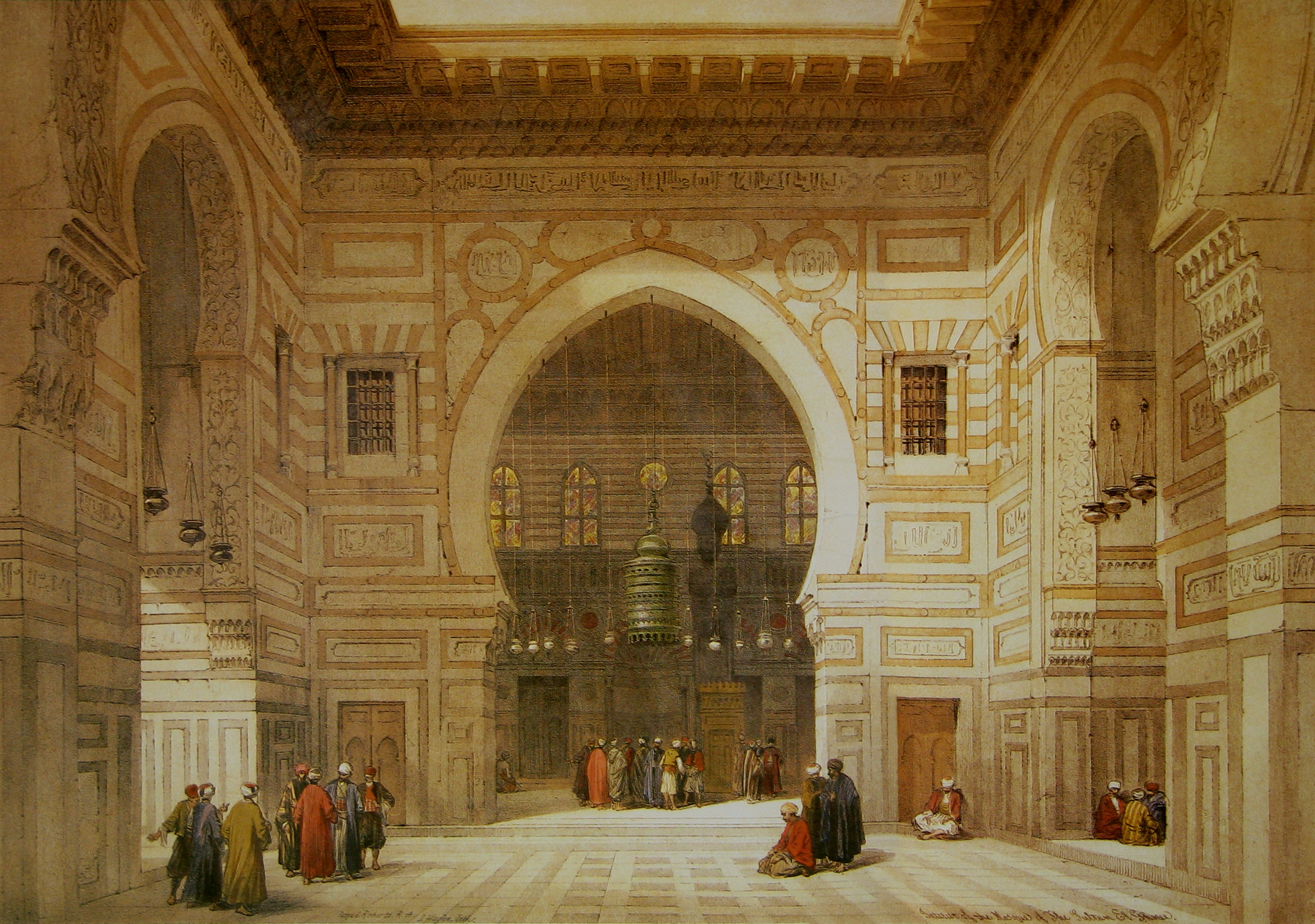
جامع الغوري، مصر (من لوحات روبرتس)
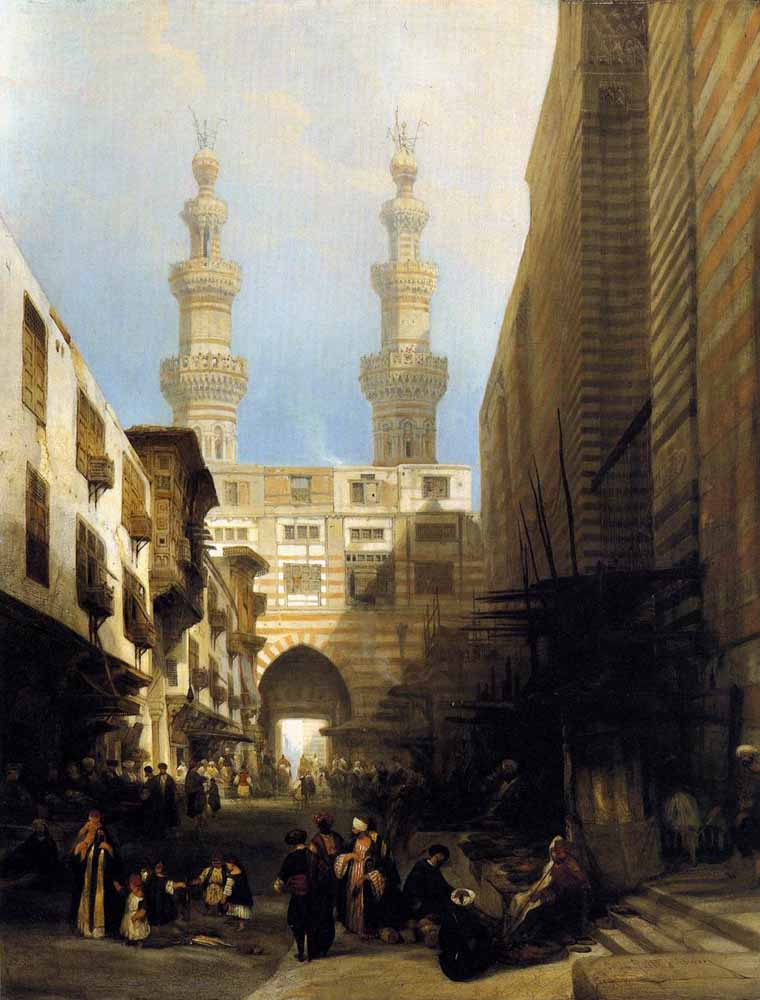
باب زويلة في القاهرة 1840القديمة (من لوحات روبرتس)
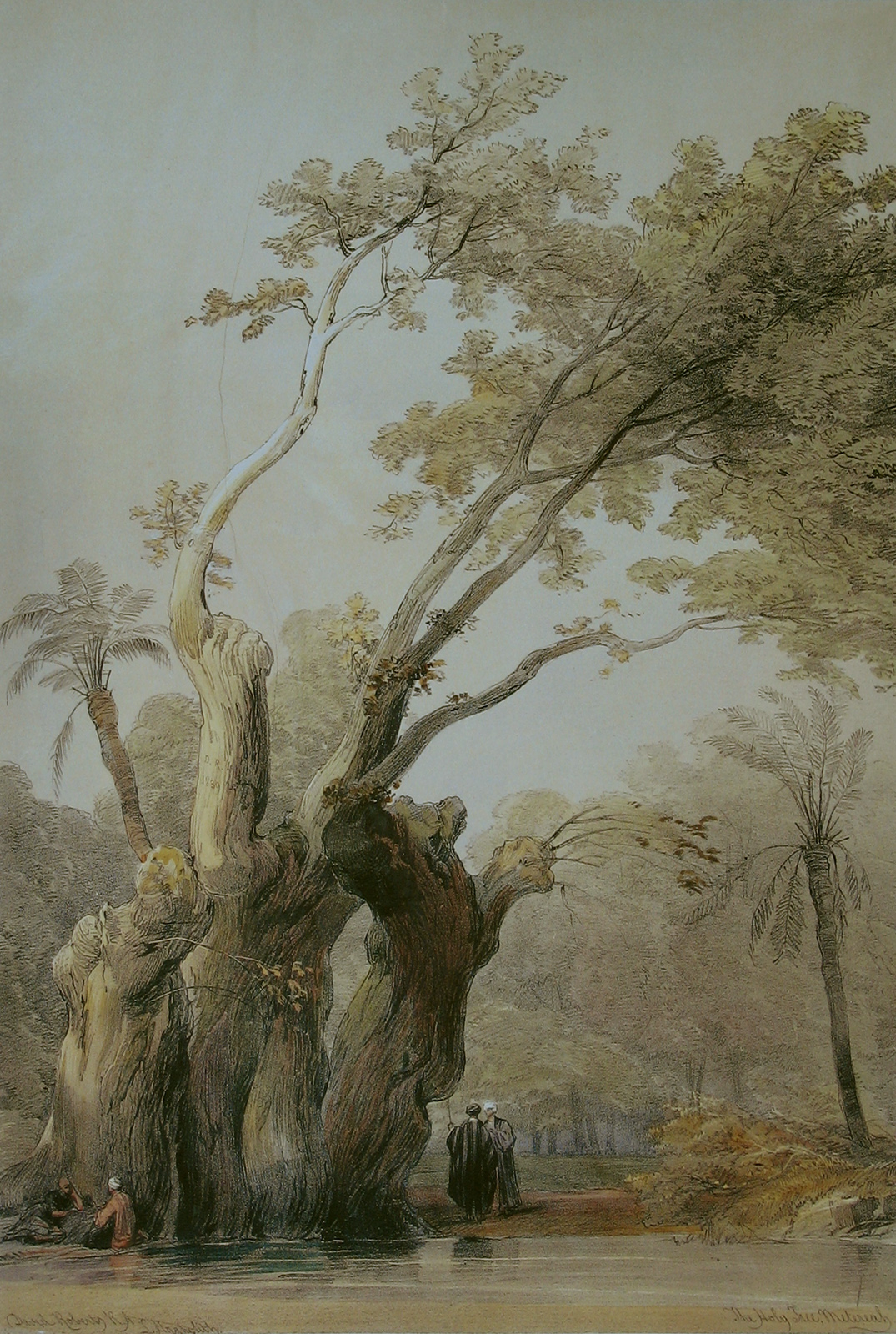
شجرة العائلة المقدسة في المطرية، القاهرة (من لوحات روبرتس)
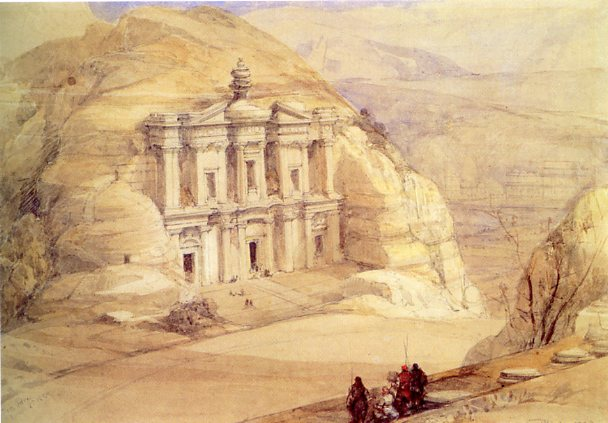
الدير، البتراء في الأردن (من لوحات روبرتس)
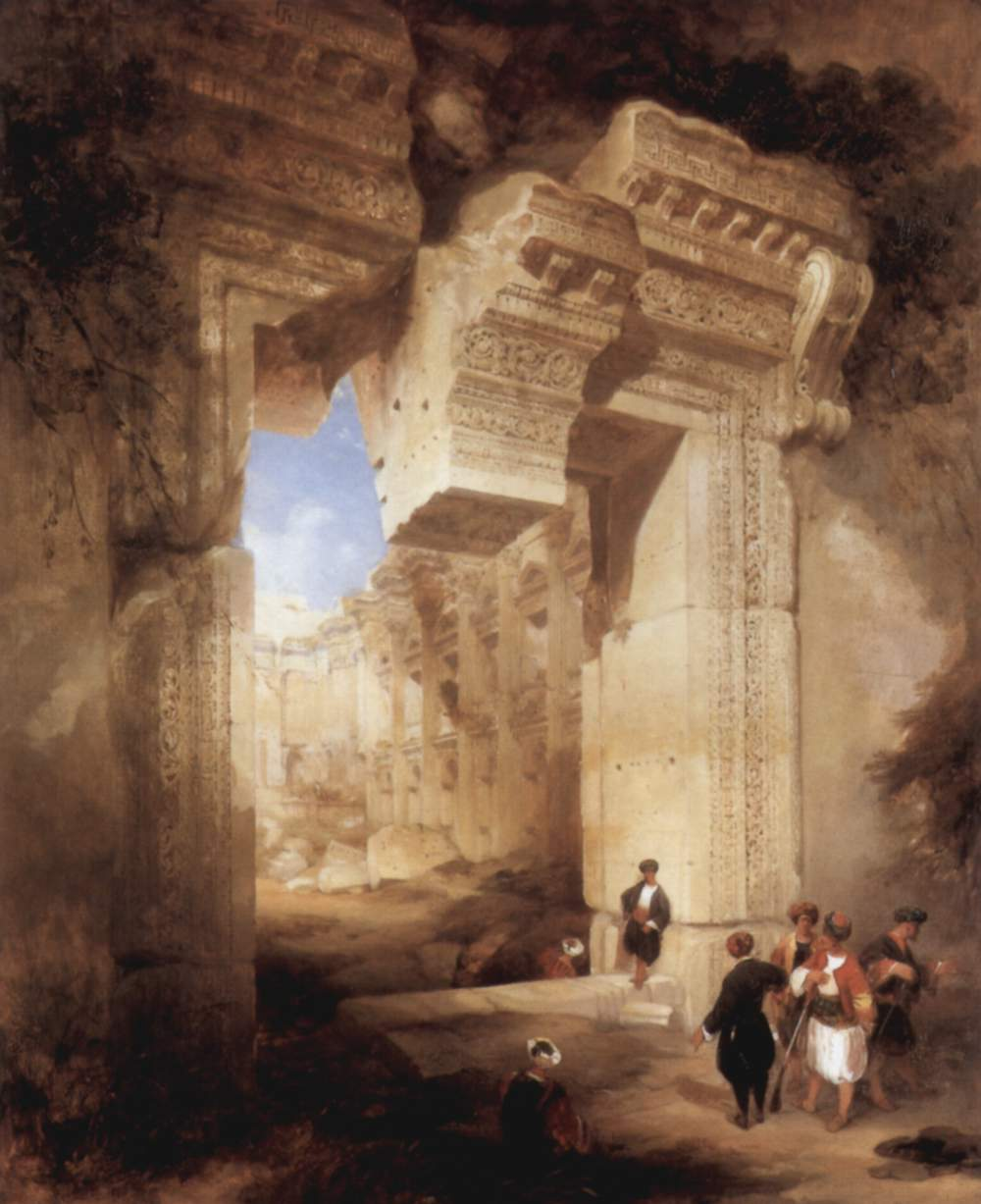
المعبد الكبير، بعلبك في لبنان (من لوحات روبرتس)
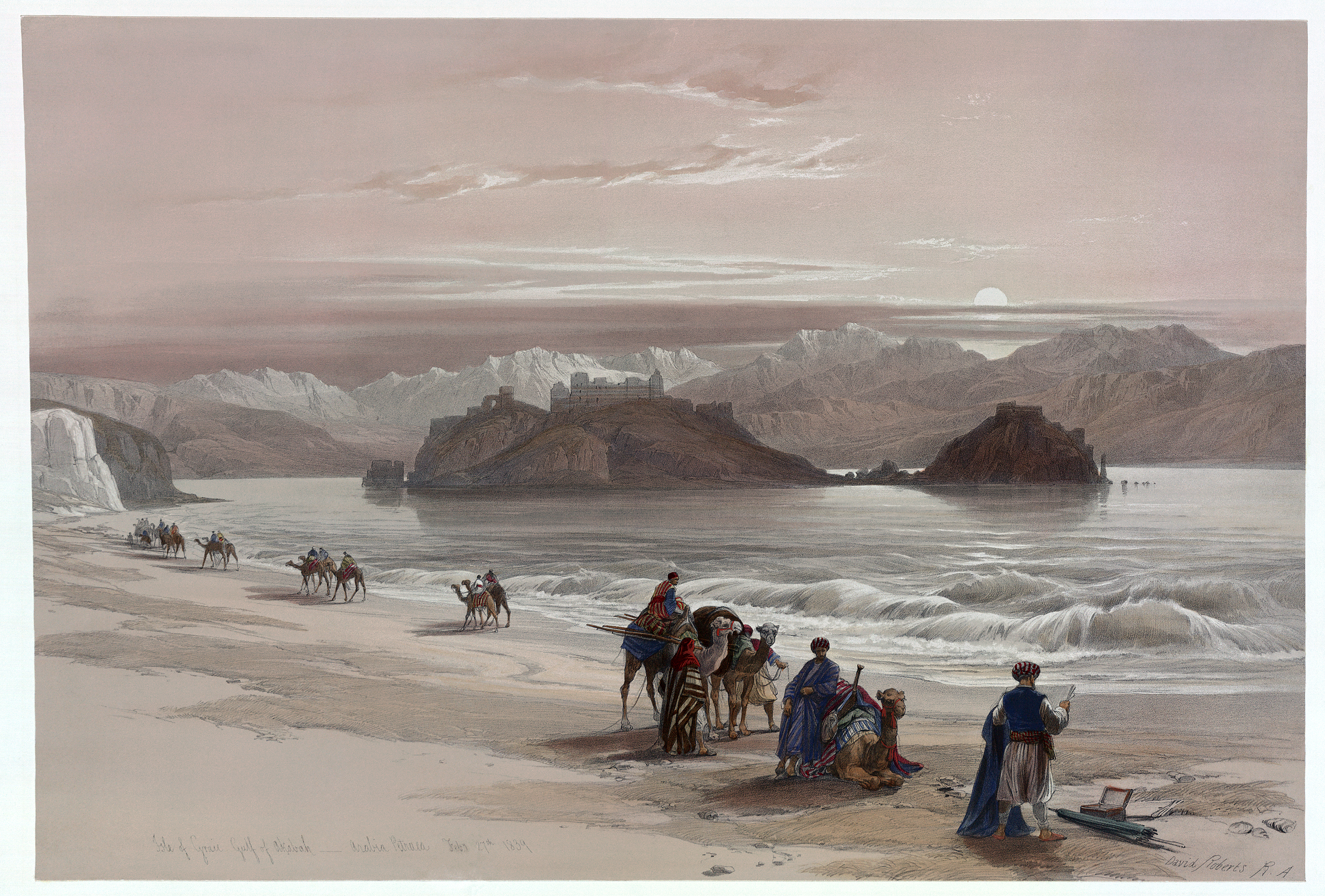
قافلة تسير مقابل جزيرة فرعون التي تقع في قمة خليج العقبة وعليها قلعة صلاح الدين عام 1839 (من لوحات روبرتس)